# Петровско-Роменская сельская община
Петровско-Роменская сельская община (укр. Петрівсько-Роменська сільська громада) — территориальная община в Миргородском районе Полтавской области Украины. Административный центр — село Петровка-Роменская.
Образована 3 октября 2017 года путем объединения Березоволукского, Петровско-Роменского, Ручковского и Середняковского сельских советов Гадяцкого района

## Населенные пункты
В состав общины входят 10 сел: Балясное, Березова Лука, Венеславовка, Ветхаловка, Коновалово, Лихополье, Мелешки, Петровка-Роменская, Ручки и Середняки.